# Nestor (bande dessinée)
Pour les articles homonymes, voir Nestor (homonymie).

Nestor est une série de bande dessinée scénarisée et dessinée par Crespi, publiée dans Vaillant-Pif Gadget jusqu'au no 182 d'août 1972.
Elle met en scène un prisonnier s'évadant de prison.